# Svenevik
Svenevik este o localitate din comuna Lyngdal, provincia Vest-Agder, Norvegia, cu o suprafață de 0,28 km² și o populație de 287 locuitori (2013).